# Afrikai törpelúd
Az afrikai törpelúd vagy bantu törpelúd (Nettapus auritus) a lúdalakúak rendjébe, ezen belül a récefélék (Anatidae) családjába, a réceformák (Anatinae) alcsaládjába tartozó úszómadár.

## Előfordulása
Afrikában, a Szaharától délre fekvő területeken él, de megtalálható Madagaszkár szigetén is. Kisebb tavak és lagunák lakója.

## Megjelenése
Testhossza 30-33 centiméter. A hím a fejenek teteje és tarkója fekete, arcrésze és nyaka fehér. A nyak oldalán feketével keretezett zöld folt található. Hasa fehér és az oldala vörösesbarna. Háta, szárnyai és rövid széles farka sötétzöld. A tojó feje fehér színű.

## Életmódja
Vízi növényekkel, rovarokkal és halakkal táplálkozik. A szárazföldön esetlenül mozog, de a vízben és víz alatt jól úszik. Megfelelő körülmények mellett állandó, víz vagy táplálék hiány esetén tovább vándorol.

## Szaporodása
Faodvakba vagy sziklarepedésekbe rakja fészkét, melyet tollakkal bélel ki.

## Képek

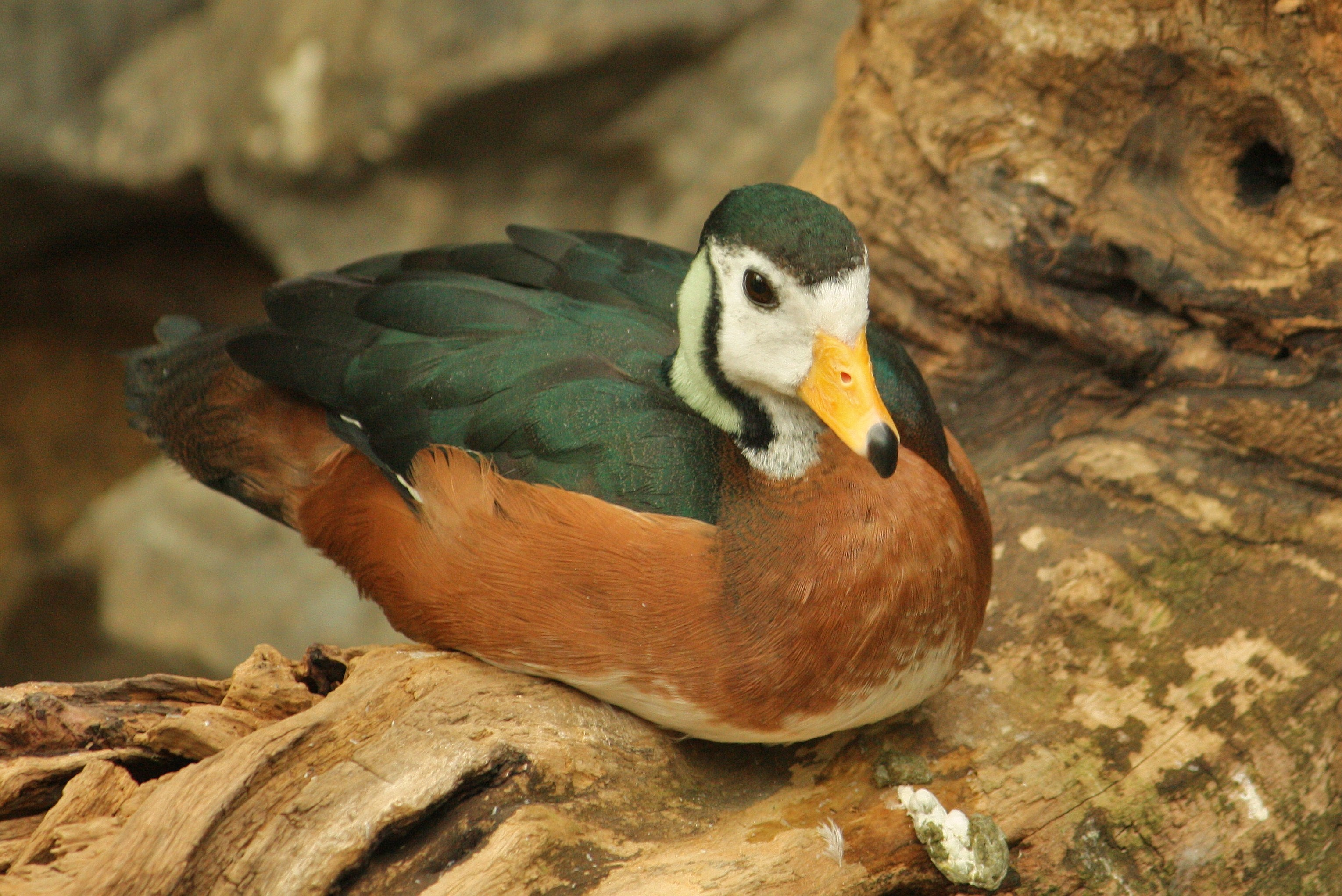
Hím
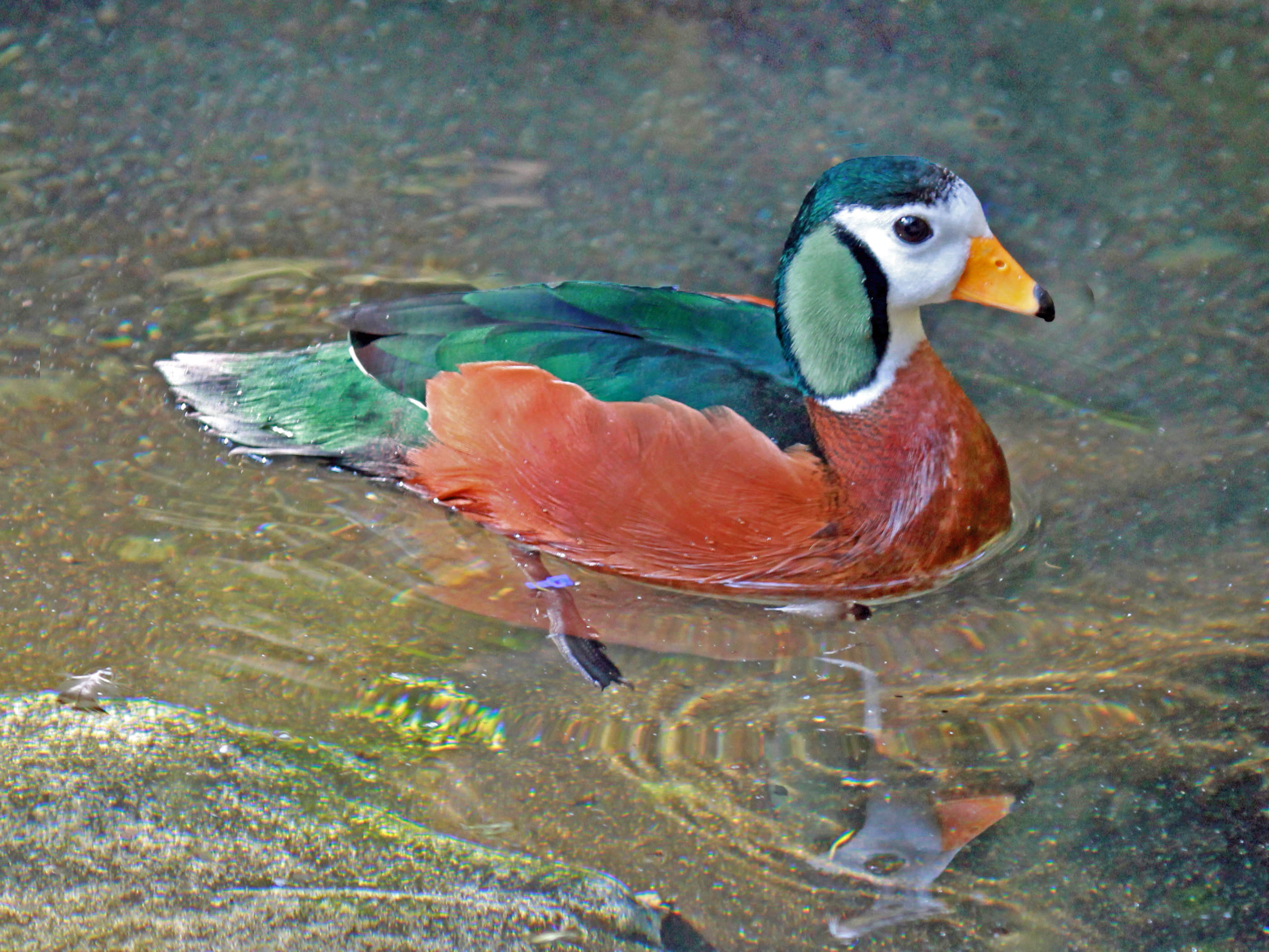
Hím
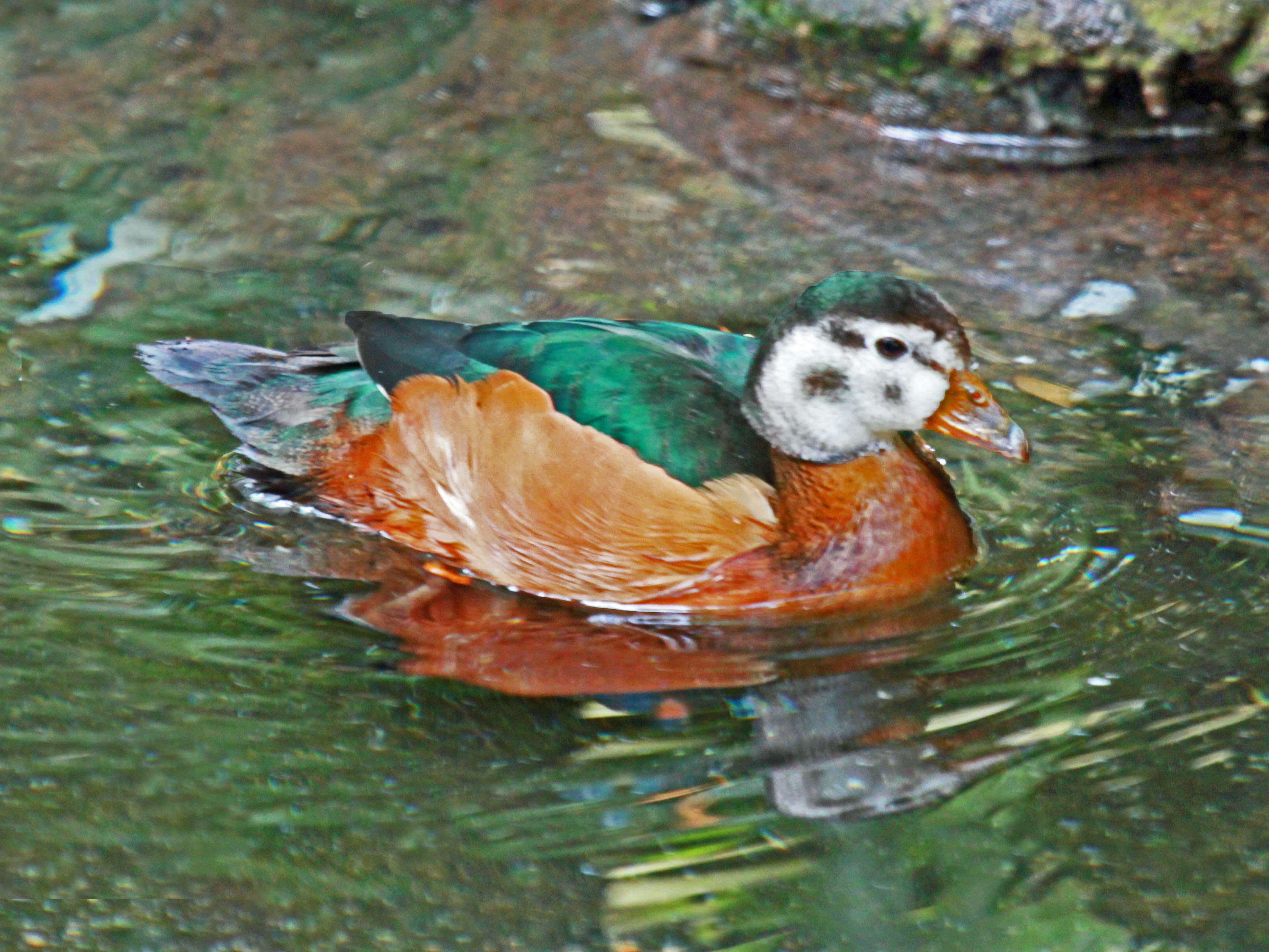
Nőstény